# Гайде Сімоніс

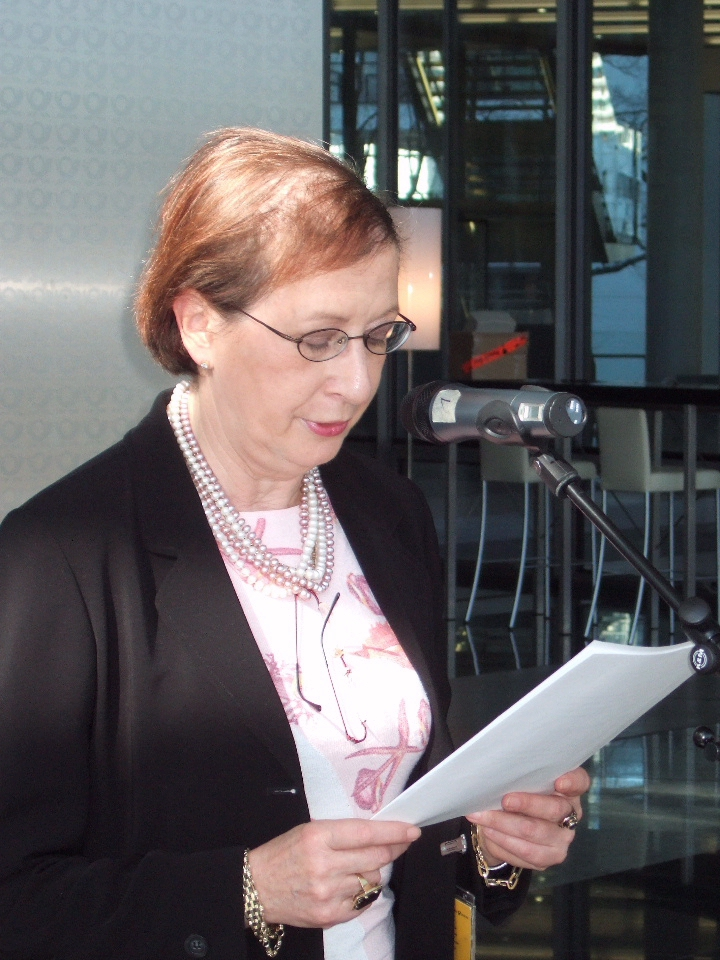
Хайда Сімонс у 2007 році

Гайде Сімоніс (4 липня 1943, Штайнхардт у Бонні — 12 липня 2023, Кіль) — німецька політична експертка і членкиня Соціал-демократичної партії Німеччини.

## Коротка біографія
Сполучивши сертифікат про закінчення середньої школи, Сімоніс вирішила поглибити свої знання у галузі економіки, вступивши до університету в Ерлангу та Кілі. У період з 1967 по 1969 рік він перебував у Лусаці разом із своєю дружиною. Його обрана була досить цікавою, оскільки її чоловік був радником президента Замбії, Кеннета Каунди. Під час перебування в Лусаці, Сімоніс викладав теодіскіанську мову.
Згодом чоловік родини розпочав новий етап у своїй кар'єрі та переїхав до Токіо. Там він знову знайшов застосування своїм знанням і досвідом. На деякому етапі він звернув увагу на секретарку Кілії, викликаючи новий поворот в їхньому житті.